# Фантастичний фільм
Фантастичний фільм — напрямок і жанр художньої кінематографії, який можна охарактеризувати підвищеним рівнем умовності. Образи, події й антураж фантастичних фільмів часто навмисно відсторонені від повсякденної реальності — це може робитися як для досягнення специфічних художніх завдань, добитися яких творцям фільму зручніше засобами фантастики, а не засобами реалістичного кіно, так і просто для розваги глядача (останнє характерно насамперед для жанрового кіно). Характер умовності залежить від конкретного напрямку або жанру — наукова фантастика, військова, фентезі, фільм жахів, фантасмагорія, — однак усі вони можуть широко розумітися як кінофантастика.
Еволюція кінофантастики багато в чому йшла за еволюцією фантастичної літератури, що набагато більш динамічно розвивається. Однак кінематограф із самого початку мав властивість візуальності, якого письмова література практично позбавлена. Зображення, що рухається, сприймається глядачем як достовірне, що існує тут і зараз, причому відчуття правдивості не залежить від того, наскільки фантастично розвертається дія на екрані . Ця властивість сприйняття глядачем кінематографа набула особливого значення після появи спецефектів.

## Жанри кінофантастики
- Наукова фантастика
- Фентезі
- Фільм жахів
- Фантасмагорія